# Rumen Petkow
Rumen Jordanow Petkow, bułg. Румен Йорданов Петков (ur. 23 czerwca 1961 w Plewenie) – bułgarski polityk, burmistrz Plewenu (1995–1999), deputowany do Zgromadzenia Narodowego 39., 40. i 41. kadencji, w latach 2005–2008 minister spraw wewnętrznych.

## Życiorys
Absolwent matematyki na Uniwersytecie w Płowdiwie, kształcił się też w instytucie ekonomicznym w Swisztowie. Krótko pracował jako nauczyciel matematyki, w drugiej połowie lat 80. był etatowym aktywistą komunistycznej młodzieżówki DKMS. Od początku lat 90. związany z postkomunistyczną Bułgarską Partią Socjalistyczną. Pełnił różne funkcje w jej strukturach, w 1999 został sekretarzem do spraw polityki koalicyjnej, a w 2001 wiceprzewodniczącym ugrupowania. Od 1995 do 1999 zajmował stanowisko burmistrza Plewenu. W wyborach parlamentarnych w 2001 został wybrany do Zgromadzenia Narodowego. W 2005 z powodzeniem ubiegał się o reelekcję.
W sierpniu 2005 został ministrem spraw wewnętrznych w gabinecie Sergeja Staniszewa. Przeciwnicy polityczni od początku kadencji zarzucali mu bezradność wobec zorganizowanej przestępczości. Zarzut ten powrócił w kwietniu 2008 po serii zamachów w Sofii (zginął wówczas m.in. pisarz Georgi Stoew). W tym samym czasie bułgarskie media ujawniły, że wysocy funkcjonariusze resortu powiązani byli z najważniejszymi przestępcami, a kontakty z kryminalistami miał utrzymywać też sam minister. Ujawniono też praktykę zakładania przez funkcjonariuszy resortu nielegalnych podsłuchów. Informacje te wywołały ostrą reakcję przewodniczącego Komisji Europejskiej José Manuela Barroso oraz koalicyjnego Narodowego Ruchu na rzecz Stabilności i Postępu. Rumen Petkow złożył wówczas dymisję i zakończył urzędowanie 24 kwietnia 2008.
W 2009 po raz trzeci z rzędu został wybrany do parlamentu, mandat poselski wykonywał do 2013. Związał się później z ugrupowaniem Alternatywa na rzecz Bułgarskiego Odrodzenia.